# Alessandro Matri
Alessandro Matri (* 19. August 1984 in Sant’Angelo Lodigiano) ist ein ehemaliger italienischer Fußballspieler. Der Stürmer stand zuletzt bei der US Sassuolo unter Vertrag.

## Karriere

### Im Verein
Alessandro Matri begann seine Laufbahn in der Jugendabteilung der AC Mailand, für den er unter Trainer Carlo Ancelotti am 24. Mai 2003 bei der 2:4-Niederlage gegen Piacenza Calcio sein Serie-A-Debüt gab. Von 2004 bis 2006 spielte der Angreifer leihweise für die AC Prato und die AC Lumezzane in der Serie C1. 2006/07 war Matri an Rimini Calcio in die Serie B verliehen. Bei allen drei Vereinen war er Stammspieler.
Im Sommer 2007 wechselte Matri zu Cagliari Calcio. In der Saison 2009/10 war er mit 13 Treffern in 38 Spielen erfolgreich. In die Saison 2010/11 startete Matri mit elf Toren in 22 Spielen. Im Januar 2011 wechselte er auf Leihbasis zum Rekordmeister Juventus Turin, der Ersatz für die verletzten Fabio Quagliarella und Vincenzo Iaquinta suchte. Bei Juventus wurde Matri auf Anhieb Stammspieler. In den verbleibenden 16 Saisonspielen erzielte er neun Treffer, weshalb die Turiner im Juni 2011 eine Kaufoption nutzten und ihn dauerhaft verpflichteten. Mit Juventus wurde er zweimal italienischer Meister.
Matri spielte die Saison 2013/14 bei seinem Jugendverein AC Mailand. Dieser verlieh ihn an die AC Florenz und für die Hinrunde der Saison 2014/15 an den CFC Genua. Dort erzielte er in 16 Ligaspielen sieben Tore und bereitete weitere fünf vor. Im Januar 2015 zog er sich eine Wadenverletzung zu; dennoch lieh ihn Juventus Turin für die Rückrunde aus.

### In der Nationalmannschaft
Matri wurde im Februar 2011 für das Freundschaftsspiel gegen Deutschland erstmals in den Kader der italienischen Nationalmannschaft berufen. Sein Debüt gab er am 29. März 2011 unter Cesare Prandelli im EM-Qualifikationsspiel gegen die Ukraine in Kiew. Der Stürmer wurde in der 62. Minute für Giuseppe Rossi eingewechselt und erzielte in der 80. Minute den Treffer zum 2:0-Endstand. Bis Februar 2012 kam Matri in vier weiteren Länderspielen zum Einsatz, wurde danach allerdings nicht mehr berücksichtigt. Im November 2014 feierte Matri unter Antonio Conte sein Comeback in der Nationalelf, als er im Freundschaftsspiel gegen Albanien eingewechselt wurde. Zuletzt nominiert wurde Matri im Mai 2015 für einen Lehrgang und die beiden Spiele gegen Kroatien und Portugal. In der Partie gegen Portugal kam Matri zum letzten Mal zum Einsatz.

## Erfolge
- Italienischer Meister: 2011/12, 2012/13, 2014/15
- Italienischer Supercupsieger: 2012, 2013
- Italienischer Pokalsieger: 2014/15